# Sagownica
Sagownica (Metroxylon Rottb.) – rodzaj roślin z rodziny arekowatych, czyli palm (Arecaceae). Obejmuje 7–8 gatunków. Palmy te pochodzą ze wschodnich Moluków i Nowej Gwinei oraz wysp Oceanii w zachodniej części Pacyfiku (Archipelag Bismarcka, Wyspy Salomona, Karoliny, Fidżi, Samoa, Vanuatu, Wallis i Futuna). Sagownica sagowa M. sagu rozprzestrzeniona została jako uprawiana i dziczejąca w Azji Południowo-Wschodniej. Są to rośliny monokarpiczne – zamierające po wydaniu owoców (które dojrzewają przez trzy lata), przy czym u części gatunków zamierają tylko poszczególne pnie, a rośliny kontynuują wzrost z odrostów. W naturze występują w lasach, często bagiennych i pływowych, w tych ostatnich rosnąc w formie gęstych, bezkłodzinowych zarośli.
Duże znaczenie użytkowe ma uprawiana od setek lat i w wielu odmianach sagownica sagowa. Z rdzeni kłodzin pozyskuje się skrobię najpierw w postaci sagu surowego, które następnie wykorzystywane jest do wyrobu wielu produktów i potraw takich jak: papeda, mąka sagowa, sago perłowe, podpłomyki kerupuk. Pąki liściowe (tzw. kapusta palmowa) są wykwintną jarzyną. Pnie sagownicy wykorzystywane są do hodowli i zbioru larw chrząszczy Rhynchophorus ferruguneus stanowiących regionalny przysmak. Uprawia się w nich także jadalnego grzyba – Volvaria volvacea. Twarde nasiona wykorzystywane są jako zamienniki kości słoniowej, sporządza się z nich m.in. guziki. Z ogonków liściowych tworzy się systemy rurociągów rozprowadzających wodę, blaszki liściowe służą do wyrobu ścian i dachów, trwałych przez ok. 7 lat, przy czym od końca XX wieku zastępowane są one na dachach eternitem (z powodu kruchości po huraganach wymaga wymiany i w efekcie w wielkich ilościach jako odpad otacza miejscowości regionu).

## Morfologia
PokrójPalmy kępiaste lub z pojedynczym pniem, u sagownicy sagowej osiągającym do 80 cm średnicy.
LiściePierzastozłożone, poszczególne listki są równowąskie, z pojedynczym kilem, całobrzegie. U sagownicy sagowej liście osiągają do 5 m długości. Rozdęte, pochwiasto obejmujące kłodzinę nasady liści są pokryte ostrymi, igłowatymi kolcami lub nagie.
KwiatyDrobne i niepozorne zebrane są w okazałe kwiatostany wyrastające ze szczytów kłodziny. Osie kwiatostanów rozgałęziają się maksymalnie dwukrotnie. Podsadki wspierają pary kwiatów męskich i podobny do nich kwiat obupłciowy. Listki zewnętrznego i wewnętrznego okółka rurkowatego okwiatu są trójkrotne. Kwiaty męskie i obupłciowe zawierają 6 pręcików, w kwiatach obupłciowych rozwija się funkcjonalne, stożkowate słupkowie.
OwoceKulistawe, jednonasienne pestkowce o suchej owocni bez warstwy wewnętrznej (endokarpu). Nasiona kuliste.

## Systematyka
Rodzaj klasyfikowany jest do monotypowego podplemienia Metroxylinae (w niektórych ujęciach włączany jest tu też rodzaj korthalzja Korthalsia) z plemienia Calameae i podrodziny Calamoideae w obrębie arekowatych Arecaceae.
Wykaz gatunków
- Metroxylon amicarum (H.Wendl.) Hook.f.
- Metroxylon paulcoxii McClatchey
- Metroxylon sagu Rottb. – sagownica sagowa[7]
- Metroxylon salomonense (Warb.) Becc.
- Metroxylon upoluense Becc.
- Metroxylon vitiense (H.Wendl.) Hook.f.
- Metroxylon warburgii (Heimerl) Becc.